# Bikiniatollen

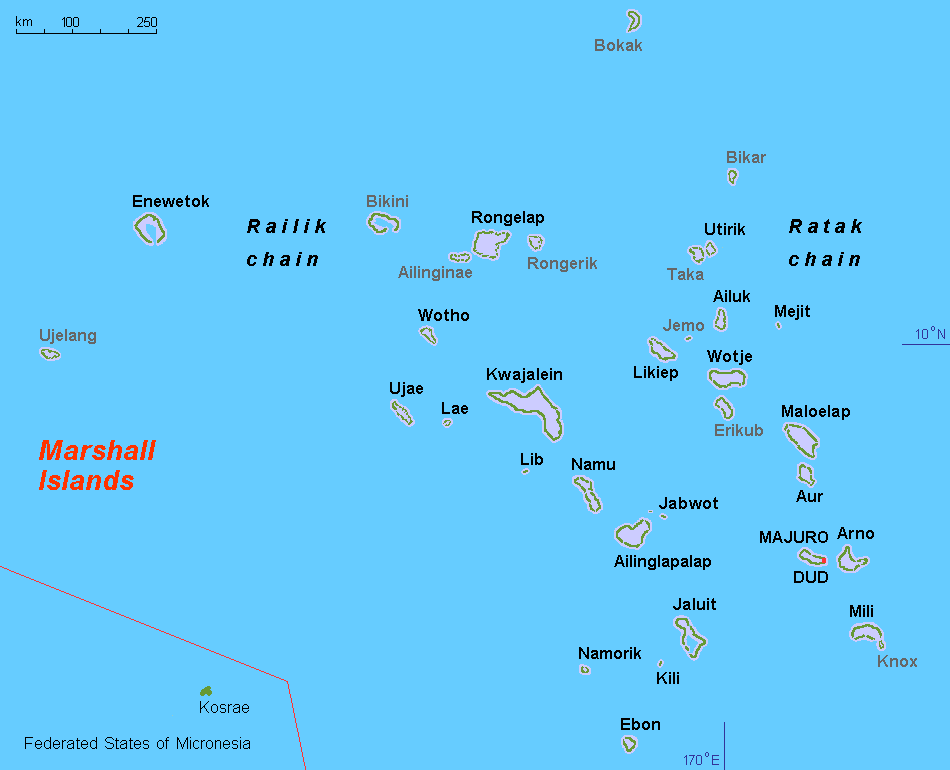
Marshallöarna, med Bikini som tredje atoll från norr.

Bikiniatollens flagga, med text på marshallesiska som översatt till svenska lyder "Allt är i Guds händer".

Bikiniatollen (Marshallesiska Pikinni) är en atoll bland Raliköarna i norra Stilla havet och tillhör Marshallöarna.

## Geografi
Bikini ligger ca 850 km nordväst om huvudön Majuro.
Atollen är en korallatoll och har en total areal om ca 600,1 km² varav en landmassa på ca 6,01 km² och en lagun på ca 594,14 km². Atollen består av ca 36 öar med högsta höjden på endast 12 m ö.h. De större öarna är:
- Bikini, huvudön, i den östra delen
- Eneu, även Enyu, i den östra delen
- Enidrik, i den västra delen
- Ememan, i den norra delen
- Nam, i den norra delen
- Oroken, i den västra delen

Befolkningen uppgår till ca 4 000 invånare. Förvaltningsmässigt utgör atollen en egen "municipality" (kommun). Atollens flygplats Enyu Airfield (flygplatskod "BII") har kapacitet för lokalt flyg.

## Historia
Raliköarna har troligen bebotts av mikronesier sedan cirka 1000 f.Kr. och några öar upptäcktes redan 1526 av spanske kaptenen Alonso de Salazar.
Bikini upptäcktes den 9 oktober 1825 av ryske upptäcktsresanden Otto von Kotzebue som då namngav atollen "Escholtz Islands" efter forskaren Johann Friedrich von Eschscholtz. Öarna hamnade senare under spansk överhöghet.
Neuguinea-Compagnie, ett tyskt handelsbolag, etablerades sig på Raliköarna kring 1859 och den 22 oktober 1885 köpte Kejsardömet Tyskland hela Marshallöarna av Spanien. Bolaget Jaluit-Gesellschaft förvaltade nu öarna fram till den 13 september 1886 då området först blev ett tyskt protektorat och 1906 blev del i Tyska Nya Guinea.
Under första världskriget ockuperades området i oktober 1914 av Japan som i december 1920 även erhöll ett förvaltningsmandat – det Japanska Stillahavsmandatet – över området av Nationernas förbund efter Versaillesfreden 1919.
Under andra världskriget användes ögruppen som militärbas av Japan tills USA erövrade området våren 1944. Därefter hamnade ögruppen under amerikansk överhöghet. 1947 utsågs Marshallöarna tillsammans med hela Karolinerna till "Trust Territory of the Pacific Islands" av Förenta nationerna och förvaltades av USA fram till landets autonomi 1979.
Den 7 mars 1946 evakuerades hela befolkningen till Rongrikatollen inför USA:s planerade kärnvapenprov på atollen och den 1 juli genomfördes den första provsprängningen med en atombomb som exploderade omkring 100 meter ovanför vattenytan. Från 1946 till oktober 1958 genomfördes 23 provsprängningar inom området, däribland 1954 den första vätebomben med fast fusionsbränsle, Castle Bravo. Den sammanlagda verkan av alla bomberna motsvarar 7 000 bomber av Hiroshimatyp.
I juni 1946 presenterades baddräkten Atome av den franske designern Jacques Heim, som den minsta baddräkten. Bara tre veckor senare presenterade Louis Réard sin baddräkt med liknande design, även han på den Franska rivieran. Han ville ha ett slagkraftigt ord, och döpte den till Bikini efter att atollen blivit känd efter den första provsprängningen. Hans reklamslogan blev baddräkten som är mindre än den minsta baddräkten, och det var det namnet som fastnade i folks minne.